# 34712 Zexixing
34712 Zexixing este o planetă minoră (asteroid), cu un diametru de 10,692 km, din centura de asteroizi. A fost descoperită pe 29 iulie 2001 la Stația Anderson Mesa de Lowell Observatory Near-Earth-Object Search. 
Obiectul prezintă o orbită caracterizată de o semiaxă mare de 3,0574272 UAi, o excentricitate de 0,13, o înclinație de 14,02543 ° în raport cu ecliptica.